# Cherilo di Iaso
Cherilo di Iaso (in greco antico: Χοίριλος?, Chóirilos; Iasos, IV secolo a.C. – ...) è stato un poeta greco antico.

## Biografia
Nativo di Iasos, Cherilo fu al seguito di Alessandro Magno nelle sue campagne di conquista.
La tradizione riporta che aveva pattuito con il re macedone una particolare ricompensa per le sue composizioni: una moneta d'oro per un verso giudicato bello e uno schiaffo per ogni verso ritenuto brutto. La stessa tradizione, sicuramente in modo ironico, riporta che il poeta morì a causa delle percosse.

## Opere
Sotto il nome di Cherilo resta un epigramma sul re Sardanapalo, di connotazione gnomica e scherzosa, tramandato da Strabone e Ateneoː
seconda il desiderio, trova gioia 

nei discorsi; morto, non godrai. 

Sì, non sono che un cencio, anche se 
regnai sulla gran Ninive. Ora ho 

ciò che mangiai, ciò che commisi e quante 

gioie d'amore ebbi; ciò che resta,

seppur molto, è tutta spazzatura»
(trad. A. D'Andria)
Avrebbe, comunque, scritto, secondo Suda, un poema epico-storico, i Lamiakà, sulla guerra lamiaca, appunto, oltre che versi su Alessandro Magno, la qualità dei quali può essere stimata dall'osservazione attribuita ad Alessandro, che avrebbe preferito essere il Tersite di Omero piuttosto che l'Achille di Cherilo.